# Emerald Sword
Emerald Sword est un single de Rhapsody tiré de l'album Symphony of Enchanted Lands.
En plus de la chanson titre, il contient une chanson inédite, et un remake d'une chanson de l'album précédent.

## Titres
1. Emerald Sword
2. Where Dragons Fly
3. Land Of Immortals (remake)